# Charleston Peak
Charleston Peak, také Mount Charleston, je hora na západě Clark County, na jihu Nevady. S nadmořskou výškou 3 633 metrů je nejvyšší horou pohoří Spring Mountains.
Je také horou s nejvyšší prominencí ve státě Nevada a celkově s devatenáctou nejvyšší prominenci v celých Spojených státech amerických. 
Leží přibližně 90 km severozápadně od Las Vegas. Hora vystupuje z okolní pouštní krajiny, nachází se zde lesy a alpinské louky.
Vrchol je více než půl roku zasněžený. Charleston Peak je oblíbeným cílem místních obyvatel, včetně obyvatel Las Vegas. Nachází se zde řada turistických tras.